# Auto AG Uri
Die Auto AG Uri (Eigenschreibweise: AUTO AG URI), kurz AAGU, ist ein konzessioniertes Busverkehrsunternehmen im Kanton Uri, Schweiz. Es betreibt den regionalen Busverkehr im Urner Reusstal sowie dessen Seitentälern. Der Tellbus (Schnellbusverbindung Altdorf - Luzern) wird ebenfalls von der AAGU betrieben. Darüber hinaus betätigt sich die Firma im Bahnersatz- und Reisebusverkehr.

## Geschichte

### Strassenbahn
Zwischen 1906 und 1951 gab es eine Strassenbahn vom Telldenkmal in Altdorf bis zum Bahnhof Flüelen.

### Anfänge des Busbetriebs
Im Mai 1951 wurde die Linie Altdorf–Flüelen auf Busbetrieb umgestellt und das Netz auf die Gemeinden Bürglen und Schattdorf ausgeweitet. Der Einsatz von Gyro- und Trolleybussen wurde geprüft, schlussendlich wurden jedoch Autobusse für den Betrieb ausgewählt. Die hohe Nachfrage führte zu einigen Neubeschaffungen. Im Zuge der Umstellung auf Busbetrieb wurde die Strassenbahn Altdorf-Flüelen AG in die neue Auto AG Uri umgewandelt.

### Auflösungsantrag
Ab Mitte der 1960er-Jahre stagnierte die Nachfrage. Aufgrund zu hoher Betriebskosten stellte der Verwaltungsrat an der Generalversammlung 1970 einen Antrag zur Auflösung der AAGU. Die Generalversammlung lehnte den Antrag ab und veranlasste eine Überführung der Aktienmehrheit zum Kanton Uri und den Gemeinden, um die Finanzierung zu sichern.

### Netzausbauten
Nach der Übernahme durch die öffentliche Hand wurde das Netz schrittweise ausgebaut. 1974 wurde die Linie Altdorf–Attinghausen eröffnet. 1975 wurde die Linie nach Flüelen bis zum Gruonbach verlängert. Im darauffolgenden Jahr übernahm die AAGU mit der Linie Flüelen–Linthal die erste Postauto-Strecke. 1978 wurde Seedorf, 1979 Bauen erschlossen. 1981 wurde die Postauto-Linie nach Stans eröffnet. 1987 wird die Linie nach Flüelen–Schattdorf bis Amsteg verlängert. 1994 stellten die Schweizerischen Bundesbahnen den Regionalverkehr auf der Gotthardstrecke ein. Die AAGU übernahm diese Aufgabe, wodurch die Hauptlinie bis Göschenen verlängert wurde. 1998 wurde das Dorf Gurtnellen mit Gurtnellen Wiler verbunden, wo Anschluss an die Linie Flüelen–Göschenen besteht. 1999 wurde der Rufbus eingeführt. Die Postauto-Kurse nach Bauen und Stans hatte die AAGU zwischenzeitlich an andere Unternehmen abgetreten, dafür 2001 die Postauto-Linie Altdorf–Isenthal übernommen.

### Nachtbus und Tellbus
2004 wurde der Nachtbus Uri zwischen Flüelen und Göschenen sowie, auf Nachfrage, von Altdorf nach Unterschächen eingeführt. Darauf folge 2006 der Start des Tellbus als Schnellbus zwischen Altdorf und Luzern, vorerst nur werktags im Morgen- und Abendverkehr. Das Angebot des Tellbus wird aufgrund der sehr hohen Nachfrage bis heute laufend erweitert, im Gegensatz zum Nachtbus ins Schächental, welcher aufgrund fehlender Nachfrage mittlerweile wieder eingestellt wurde.

### Taktverdichtung und Linie 4
Im Dezember 2014 wurde der Takt auf der Linie 3 (Seedorf–Bürglen) von Stunden- auf Halbstundentakt verbessert. Gleichzeitig wurde die Linie 4 eingeführt, die werktags Seedorf via Bahnhof Altdorf und Attinghausen mit dem Industrie- und Gewerbegebiet Rynächt verbindet. Auf dieser neuen Linie wurde während drei Monaten ein batteriebetriebener Bus von SOR Libchavy getestet.

### Schnellbusse nach Stans
Im Dezember 2015 wurde der werktags verkehrende Winkelriedbus eingeführt, weshalb die Kurse Flüelen–Stans seitdem nur noch am Wochenende verkehren. Der neue Winkelriedbus fährt als Schnellbus morgens und abends zwischen Altdorf und Stans. Ein Jahr später, im Dezember 2016, wurde die Wochenendverbindung von Flüelen nach Stans ersetzt. Der neue Gotthard Riviera Express hat direkten Anschluss an Züge ins und vom Tessin, damit Bewohner von Nidwalden und Engelberg ebenfalls vom neuen Gotthard-Basistunnel profitieren können. Er verkehrt nur zwischen Stans Bahnhof, Buochs Post und Flüelen Bahnhof. Seit der Einführung dieser Verbindungen, die beide als Linie 310 verkehren, fungiert die AAGU wieder als Transportbeauftragter für den Postauto-Verkehr nach Nidwalden.

### Kantonsbahnhof Altdorf
Mit dem Ausbau des Bahnhofs Altdorf zum Kantonsbahnhof wurde das Liniennetz im Unteren Reusstal am 12. Dezember 2021 neu geordnet. So wurden die neuen Linien 412 Amsteg Post–Altdorf Bahnhof sowie 413 Flüelen Gruonbach–Altdorf Bahnhof geschaffen und die Linie 402 von Altdorf Telldenkmal bis nach Bürglen Brügg verlängert. Die Linie 404 verkehrt nicht mehr via Attinghausen, sondern direkt zwischen Altdorf, Ruberst/Neuland und Schattdorf, Rossgiessen.
Sowohl Tell- wie auch Winkelriedbus verkehren neu vom Bahnhof Altdorf aus, wobei die beiden unterschiedlichen Angebote nach Stans (Winkelriedbus und Gotthard Riviera Express) unter dem Namen Winkelriedbus vereint wurden.
Eine weitere Anpassung des Busnetzes ab Dezember 2021 war die Einstellung der Linie 406 Gurtnellen Wiler–Gurtnellen Dorf, die vom Kanton mangels ausreichender Frequenzen nicht mehr bestellt wurde. Ausserdem wurde der Nachtzuschlag von bisher 7 Franken abgeschafft, da die Nachtkurse neu ins Grundangebot aufgenommen wurden. Da das Gebiet rund um den Altdorfer Bahnhof durch die neuen Busverbindungen besser erschlossen wurde, wurde der Citybus Altdorf, der bis dahin samstags im 30-Minuten-Takt durch Altdorf verkehrte, eingestellt.

### Konzessionsübernahme PostAuto-Linien
Im Dezember 2021 kommunizierte die PostAuto AG erstmals ihre Absicht, die Konzession für fünf Buslinien im Kanton Uri an die Auto AG Uri abzutreten, um eine effizientere Koordination der Buslinien zu ermöglichen. Es handelt sich dabei um die Linien 405 (Altdorf - Isenthal), 407 (Amsteg - Bristen), 408 (Altdorf - Unterschächen - Urigen - Klausenpass - Linthal) und 411 (Göschenen - Göscheneralp). Damit verbleiben nur noch der Winkelriedbus zwischen Altdorf und Stans sowie die saisonalen Linien über die Zentralalpenpässe bei der PostAuto AG.
Die Linie 411 ging bereits im Juni 2022 als erste von der PostAuto AG an die AAGU über. Alle weiteren Linien folgten auf den Fahrplanwechsel im Dezember 2022. Anlässlich dieser Konzessionsübernahme wurden die Fahrpläne der einzelnen Linien überarbeitet und das Angebot ausgebaut, um bestehende Doppelspurigkeiten abzubauen und neu entstandene Synergien zu nutzen.
Die Linie 405 (Altdorf - Isenthal) wurde mit der Linie 404 (Schattdorf - Seedorf) zusammengelegt. Die Buslinie ins Isenthal verkehrt seither ab Schattdorf, Rossgiessen via Rüttigarten und Neuland/Ruberst zum Bahnhof Altdorf und weiter auf dem bekannten Linienweg Richtung Isenthal, Luftseilbahn St. Jakob. Die Gemeinde Isenthal erhielt mit der Umstellung werktags einen Stundentakt.
Das Angebot der Linien 402 (Attinghausen - Bürglen) und 408 (Altdorf - Unterschächen) wurde zusammengelegt: Die Linie 408 wurde bis Attinghausen verlängert und verkehrt seither stündlich um 30 Minuten versetzt mit der Linie 402. Dadurch entstand ein kombinierter Halbstundentakt nach Attinghausen sowie ein neuer Stundentakt nach Spiringen und Unterschächen.
Die bisher eingesetzten Fahrzeuge wurden bis auf eine Ausnahme per Fahrplanwechsel im Dezember 2022 an die Auto AG Uri übergeben. Aus markenrechtlichen Gründen durfte die AAGU diese nicht mehr im Postauto-Gelb betreiben. Deshalb wurde in Zusammenarbeit mit Uri Tourismus AG, Andermatt Urserntal Tourismus GmbH und Arnold Reklamen ein neues touristisches Kleid für die fünf Bergbusse erarbeitet.

## Linien
Die Auto AG Uri betreibt neun konzessionierte Regionalbuslinien sowie den Tellbus. Hinzu kommt der Schnellbus Andermatt (Linie 410) der ausschliesslich während der Skisaison über die Wintermonate verkehrt.

### Buslinien
401 Flüelen, Gruonbach – Altdorf, Telldenkmal – Schattdorf, Rossgiessen – Erstfeld, Bahnhof (– Amsteg, Post – Göschenen, Bahnhof)
402 Attinghausen, Seilbahn – Altdorf, Bahnhof Ost – Altdorf, Telldenkmal – Bürglen, Brügg
403 Seedorf, Schloss A Pro – Altdorf, Bahnhof Ost – Altdorf, Telldenkmal – Bürglen, Brügg
405 Schattdorf, Rossgiessen – Altdorf, Bahnhof Ost – Seedorf, Schloss A Pro – Bauen – Isleten – Isenthal, Seilbahn St. Jakob
407 Amsteg, Post – Bristen, Talstation Golzern
408 Altdorf, Bahnhof Ost – Altdorf, Telldenkmal – Bürglen, Brügg – Unterschächen, Post – Urigen ( – Klausen Passhöhe – Urnerboden, Dorf – Linthal, Bahnhof)
411 Göschenen, Bahnhof – Göscheneralp
412 Altdorf, Bahnhof Ost – Altdorf, Telldenkmal – Schattdorf, Rossgiessen – Erstfeld, Bahnhof – Amsteg, Post
413 Flüelen, Gruonbach – Altdorf, Bahnhof Ost
Die Linien 412 und 413 verkehren nur montags bis freitags. Die Linien 402 und 403 werden abends und am Wochenende zusammengelegt, sodass ein Rundkurs Bürglen–Altdorf–Seedorf–Attinghausen–Altdorf–Bürglen entsteht.
In den Nächten von Freitag auf Samstag sowie Samstag auf Sonntag gibt es auf der Buslinie 401 Nachtkurse. Der letzte Kurs verkehrt nach Bedarf über Göschenen hinaus bis zum Bahnhof Andermatt.
Während den Sommermonaten (Juni bis Oktober) verkehrt die Linie 408 ab Urigen weiter über den Klausenpass bis nach Linthal. Die Linie 411 in die Göscheneralp wird ebenfalls nur saisonal betrieben. Auf der Linie 407 fahren im Sommer einige zusätzliche Kurspaare als Zu- und Abbringer für Wanderausflüge im Maderanertal.

### Tellbus
Die AAGU betreibt den Tellbus in Kooperation mit den Verkehrsbetrieben Luzern.
493 Altdorf, Bahnhof West – Luzern, Eichhof – Luzern, Bahnhof (Tellbus)

### Schnellbus Andermatt
Im Winter betreibt die Auto AG Uri an ausgewählten Tagen, primär an Wochenenden und während den Schulferien, einen Schnellbus zwischen Flüelen und Andermatt. Die Verbindung dient hauptsächlich Skifahrern, weshalb der Bus morgens nach Andermatt und abends wieder zurück ins Unterland fährt.
410 Altdorf, Bahnhof Ost – Altdorf, Telldenkmal – Altdorf, Kollegium – Schattdorf, Dorf – Andermatt, Bahnhof – Andermatt, Gemsstockbahn

## Tarife
Der Kanton Uri besitzt, im Gegensatz zu den meisten anderen Kantonen der Schweiz kein grossflächiges Zonensystem. Die Tarife richten sich deshalb nach dem System Schweizerischer Direkter Verkehr (DV). Die Strecke Flüelen–Göschenen gilt als Gemeinschaftsstrecke der AAGU und der SBB und Billette gelten deshalb bei Bahn und Bus.

### Check-in Ticket
Mit der Eröffnung des Kantonsbahnhofs im Dezember 2021 wurde im Urner Talboden ein neues Tarifangebot lanciert. Das neueingeführte Check-in Ticket erlaubt eine unbeschränkte Nutzung des öffentlichen Verkehrs im Urner Talboden für CHF 5.– (Halbtax, Kinder) bzw. CHF 7.50 pro Tag und kann ausschliesslich digital über FAIRTIQ und SBB-EasyRide gelöst werden. Das heisst: Sobald Fahrten, die ausschliesslich innerhalb des definierten Perimeters an einem Tag die Limite von CHF 5 respektive CHF 7.50 erreichen, kommen keine weiteren Kosten für diesen Tag hinzu.
Das Check-in Ticket ist gültig im Urner Talboden von Flüelen bis Amsteg und von Seedorf/Attinghausen bis Bürglen (Brügg). Auf der Gemeinschaftsstrecke zwischen Flüelen und Erstfeld gilt das Check-in Ticket auch bei einer Fahrt mit dem Zug der SBB und SOB.

### UriTicket
Das UriTicket erlaubt Fahrgästen während des gewählten Tages freie Fahrt auf ausgewählten Strecken des öffentlichen Verkehrs innerhalb des Kantons Uri. Das Angebot richtet sich an Freizeitreisende und gilt als Tageskarte auf dem ganzen Netz der AAGU (Linie 408 bis Urnerboden, Dorf exkl. Tellbus), auf der Bahnstrecke Brunnen – Göschenen in den Zügen der SBB und SOB, auf allen Streckenabschnitten der Matterhorn Gotthard Bahn innerhalb des Kantons Uri (Göschenen – Andermatt – Realp/Oberalppass) sowie bei der Treib-Seelisberg-Bahn und der Luftseilbahn Schattdorf-Haldi. Darüber hinaus erhalten Fahrgäste mit dem UriTicket eine Vergünstigung zwischen 15 und 50 Prozent bei zahlreichen Urner Seilbahnen, der SkiArena Andermatt+Sedrun+Disentis (nur Fussgängertickets) und der Dampfbahn Furka-Bergstrecke (DFB).

### Tellpass
Das Streckennetz der AAGU liegt innerhalb des Geltungsbereiches des Tellpass. Das in der gesamten Zentralschweiz gültige Ticket mit einer Geltungsdauer von mindestens zwei Tagen wird primär von Touristen genutzt.

## Fahrzeugflotte
| Nummer | Hersteller    | Modell                  | Inbetriebnahme | Taufname      | Bemerkung                      |
| ------ | ------------- | ----------------------- | -------------- | ------------- | ------------------------------ |
| 1      | HESS          | SwissDiesel Euro 5      | 2012           |               | Vollwerbung Otto’s             |
| 2      | HESS          | SwissDiesel Euro 5      | 2012           |               | Vollwerbung Dätwyler           |
| 3      | HESS          | SwissDiesel Euro 5      | 2012           |               | Vollwerbung Urner Kantonalbank |
| 4      | Scania/HESS   | N280UB SwissMidi 9.5m   | 2013           | Attinghausen  |                                |
| 5      | Scania/HESS   | N280UB SwissMidi 9.5m   | 2013           |               |                                |
| 6      | HESS          | SwissDiesel Euro 6*     | 2015           | Flüelen       |                                |
| 7      | Scania/HESS   | N320UB SwissMidi 9.5m   | 2015           | Seedorf       |                                |
| 8      | Scania/HESS   | N320UB SwissMidi 9.5m   | 2015           | Bürglen       |                                |
| 9      | HESS          | SwissDiesel Euro 6*     | 2016           |               | Vollwerbung Mythen Center      |
| 10     | HESS          | SwissDiesel Euro 6*     | 2016           |               |                                |
| 11     | HESS          | SwissDiesel Euro 6*     | 2016           | Erstfeld      |                                |
| 12     | HESS          | SwissDiesel Euro 6*     | 2016           | Schattdorf    |                                |
| 13     | Mercedes-Benz | Citaro C2 Ü Hybrid      | 2018           | Silenen       |                                |
| 14     | Mercedes-Benz | Citaro C2 Ü Hybrid      | 2018           |               | Vollwerbung Urnertor           |
| 15     | Mercedes-Benz | Citaro C2 Ü Hybrid      | 2018           | Bauen         |                                |
| 17     | Setra         | 531 DT                  | 2019           | Altdorf       |                                |
| 18     | Mercedes-Benz | Citaro C2 Hybrid        | 2020           | Göschenen     |                                |
| 19     | Mercedes-Benz | Citaro C2 Hybrid        | 2019           | Gurtnellen    |                                |
| 21     | Setra         | 531 DT                  | 2020           | Andermatt     |                                |
| 22     | Mercedes-Benz | Citaro C2 Hybrid        | 2021           | Wassen        |                                |
| 23     | Mercedes-Benz | Citaro C2 Hybrid        | 2021           | Hospental     |                                |
| 24     | Mercedes-Benz | Citaro C2 Hybrid        | 2021           | Realp         |                                |
| 25     | Mercedes-Benz | Citaro C2 Ü Hybrid      | 2023           | Unterschächen |                                |
| 63     | Scania/HESS   | K320UB SwissAlpin 10.9m | 2011           |               | Design «Liebesbriefe an Uri»   |
| 66     | Scania/HESS   | K320UB SwissAlpin 9.7m  | 2014           |               | Design «Liebesbriefe an Uri»   |
| 67     | Scania/HESS   | K320UB SwissAlpin 9.7m  | 2014           |               | Design «Liebesbriefe an Uri»   |
| 69     | Scania/HESS   | K320UB SwissAlpin 10.9m | 2017           |               | Design «Liebesbriefe an Uri»   |
| 70     | Scania/HESS   | K320UB SwissAlpin 10.9m | 2018           |               | Design «Liebesbriefe an Uri»   |
| 73     | Scania/HESS   | K320UB SwissAlpin 10.9m | 2021           |               |                                |

*neue Designfront

## Busdepot
Am 27. März 2009 bezog die Auto AG Uri das Betriebsgebäude an der Umfahrungsstrasse in Schattdorf. Die integrierte Bus- und Lastwagenwerkstatt wurde an Scania Schweiz vermietet. Bis 2009 befand sich das Depot der AAGU im Gebäude des ehemaligen Tramdepots der Strassenbahn Altdorf–Flüelen an der Flüelerstrasse 6 in Altdorf.